# Rufino Martos Ortiz
Rufino Martos Ortiz (Jaén, 29 de febrero de 1912 – Córdoba, 3 de junio de 1993) fue un pintor español que destacó por sus cuadros de paisajes, especialmente de la provincia de Jaén, y por la captación de la luz. Su técnica más empleada era el óleo, aunque también destacan sus trabajos en acuarela o carboncillo.

## Biografía
Nació en el número 24 de la castiza calle Espiga de Jaén el 29 de febrero de 1912, en el seno de una familia de artesanos y campesinos. Durante su juventud trabajó en el campo, ayudando al mantenimiento de la huerta familiar.
Si bien desde la infancia realizaba dibujos, su interés por el arte se acrecienta notablemente cuando circunstancialmente observa entre los olivos de la  huerta de sus padres el trabajo que por aquella zona realizaba el pintor José Nogué. Rufino Martos quedó tan impresionado que comenzó a realizar sus primeras pinturas, copiando dibujos y realizando paisajes, siendo descubierto por don Juan Pancorbo, propietario de la finca de olivos que arrendaban los padres de Rufino. Este puso su descubrimiento en conocimiento de José Nogué, quien aconsejó a sus padres escolarizar al chico, haciéndolo ingresar en la Escuela de Artes y Oficios de Jaén. Sus estudios en esta institución fueron breves, tan solo un curso de dibujo en el que alcanzó la nota de sobresaliente.
Es entonces cuando un grupo de personas vinculadas con al ámbito de las artes de Jaén comienzan a sugerir a la Diputación Provincial que beque la continuación de los estudios de Rufino Martos en Madrid, publicándose una serie de artículos alabando sus dotes artísticas en los que se lamentaban de que no pudiera abordar el coste de los estudios por proceder de una familia humilde. Un claro ejemplo de este tipo de artículos es el publicado el 3 de agosto de 1932 en “Democracia”, que llevando por título “Un artista prodigioso”, recalcaba que la Diputación tenía "la obligación moral" de becarlo. El 15 de agosto de 1932 realizó su primera exposición individual en los Amigos del Arte de Jaén, en la que destacaron sus obras “Pinos de Jaén” y “Cuesta de la Alcantarilla”, así como retratos a carbón muy elogiados por la prensa local. Ante toda esta presión y protegido por Nogué, la Diputación de Jaén le concede una beca para el curso 1934-1935, marchando el artista a Madrid para realizar sus estudios en la Escuela de Bellas Artes de San Fernando. En esta etapa de su formación se ve fuertemente atraído e influenciado por las formas artísticas de uno de sus profesores, Eduardo Martínez Vázquez, también de marcada tendencia impresionista.
En 1950 consigue por oposición la plaza de profesor de Término de Dibujo Artístico en la Escuela de Artes y Oficios de Palencia. Dos años más tarde se desplaza por concurso de traslado a Córdoba, ejerciendo la docencia en la Escuela de Artes y Oficios Mateo Inurria hasta su jubilación. Continúa su quehacer pictórico sin cesar hasta su muerte, acaecida en Córdoba en junio de 1993.

## El artista
Si bien Rufino debe su especial atracción por el paisaje a José Nogué, su mayor influencia fue Eduardo Martínez Vázquez, al que conoció en la Escuela de Bellas Artes de San Fernando. Pero el artista se desvía de alguna manera de los que fueron sus dos grandes maestros y desarrolla una pintura con sello personal. Estudia la luz y la profundidad en sus cuadros resolviéndolo magistralmente con trazo decidido, atrevido y sin artificios en su ejecución, utilizando colores limpios y de gran variedad. Es denominador común en sus cuadros utilizar distintas gamas de colores lo que le hace ser más abierto en su quehacer pictórico. El color obedece a la  luz, que es el objetivo principal de su pintura.
Como en tantos otros pintores, hay una evolución en la que, partiendo de soluciones realistas dentro del impresionismo, pasa al uso de colores más atrevidos o más intensos. El óleo es la técnica  que más utiliza, pues con ella puede expresarse con más libertad, ya que su aplicación le permite manejar la pasta de color más espontáneamente y en mayor cantidad.
Igualmente es necesario destacar sus paisajes nocturnos, empleando para estos temas la acuarela, témperas y pastel, combinados o individualmente, en los que la fría luz de luna es tratada con gran maestría.
También en el retrato alcanzó grandes cotas tanto a carboncillo como a lápiz y óleo.
Pintor pues de la luz por encima de todo, de la atmósfera, la profundidad y el color, la figura de Rufino Martos gira en torno a estos conceptos esencialmente. Su temática fundamental es el paisaje, convirtiéndose sus obras en reflejo documental de formas reales de arquitecturas, calles, monumentos  o espacios urbanísticos ya desaparecidos.
Su última etapa pictórica se caracteriza por una cierta abstracción en las formas y por jugar con el color, según el mismo comentaba.

## Exposiciones
A lo largo de su vida artística, celebró numerosas exposiciones no solo en Jaén, donde estas fueron muy abundantes, sino también en Madrid, Barcelona o Córdoba. De entre ellas merecen ser citadas las siguientes:
- 1932: Exposición en los Amigos del Arte de Jaén
- 1932: Exposición en el Museo Provincial de Jaén
- 1956: Exposición de paisajes, en el Salón Cano de Madrid[8]
- 1957: Exposición de paisajes, en el Salón Cano de Madrid[9]
- 1959: Exposición en el Salón Cano de Madrid[10]
- 1966: Exposición "Los Pintores Cordobeses" en Córdoba[11]
- 1972: Exposición en la Real Sociedad Económica de Amigos del País de la Ciudad y Reino de Jaén
- 1974: Exposición en la sala de arte Castillo, Jaén

## Reconocimientos
Es premiado en vida con numerosos reconocimientos entre los que destacan los siguientes:
- Matrícula de Honor en Anatomía en la Escuela de Bellas Artes de San Fernando[4]
- Premio en Dibujo de Estética en la Escuela de Bellas Artes de San Fernando[4]
- Premio en Modelado en la Escuela de Bellas Artes de San Fernando[4]
- Matrícula de Honor en Estudios Preparatorios de Colorido en la Escuela de Bellas Artes de San Fernando[4]
- Matrícula de Honor en Perspectiva en la Escuela de Bellas Artes de San Fernando[4]
- Premio Molina Higueras de modelado[6]
- Es becado en dos ocasiones con la beca en paisaje del Paular[6]
- Premio de la fundación Carmen del Río[6]
- Premio anual de Dibujo en Linares por "Nocturno" (1944)[6]
- Premio anual de Pintura en Linares por "El Barranco"(1945)[6]

En diciembre de 2017 se realizó una exposición en homenaje al pintor Rufino Martos en el Museo de Jaén, exponiéndose más de un centenar de obras del artista en las dos salas de exposiciones temporales de dicho museo.